# Lothar Schmid
Pour les articles homonymes, voir Schmid.
Lothar Maximilian Lorenz Schmid est un grand maître du jeu d'échecs allemand né le 10 mai 1928 à Dresde et mort le 18 mai 2013 à Bamberg. Il était également grand maître international du jeu d'échecs par correspondance et termina deuxième du championnat du monde par correspondance de 1956-1959 remporté par Viatcheslav Ragozine. Schmid était également connu comme arbitre international et comme collectionneur d'objets et de livres d'échecs. Il arbitra les championnats du monde classiques de 1972 (entre Spassky et Fischer), 1978 (entre Karpov et Kortchnoï) et 1986 (entre Kasparov et Karpov).

## Palmarès

### Championnats d'Allemagne
Au début de sa carrière, en 1941, à treize ans, Schmid remporta le championnat de Dresde. En 1943, il finit deuxième à Vienne au championnat de l'Empire allemand junior.
- En juin 1947, à 19 ans, il remporta le championnat d'Allemagne junior (toutes zones) à Weidenau et le championnat d'Allemagne adulte de la zone sous occupation soviétique à Wiessenfels, ex æquo avec Gerhard Pfeiffer.
- En avril 1948, il finit 2e-3e du tournoi de Celle remporté par Carl Ahues devant Rudolf Teschner.
- En septembre 1948, il est 4e-5e au 12e championnat d'Allemagne à Essen, remporté par Wolfgang Unzicker.
- En mai 1949, il est troisième (8,5 / 12) du 13e championnat d'Allemagne remporté par Efim Bogoljubov à Bad Pyrmont.
- En août 1949, il remporte le tournoi de Großröhrsdorf, ex æquo avec Wolfgang Pietzsch.
- En novembre 1951, il finit 5e-8e du 14e championnat d'Allemagne à Dresde (victoire de teschner devant Pfeiffer).
- En juillet 1954, il remporta le championnat de Bavière à Bad Kissingen.
- En mars 1955, Schmid remporte le tournoi de Nuremberg (demi-finale du championnat d'Allemagne fédérale).
- En octobre 1955, il termine deuxième derrière Klaus Darga du 3e championnat de la république fédérale allemande  à Höchst (Francfort-sur-le-Main).
- En octobre 1959, il est 2e, derrière Unzicker, du 5e championnat de RFA à Nuremberg.

### Tournois internationaux
En juin 1949, Schmid termina 3e-5e du tournoi de Heidelberg remporté  par Unzicker devant Rossolimo, O'Kelly et Wade.
- En avril 1950, il finit 3e-5e du deuxième mémorial Stevenson à Southsea derrière Bisguier et Tartakover.
- En 1950, il fait match nul conte Wade à Bamberg (5-5).
- En 1951, il remporte le tournoi international de Travemünde devant Heinicke, Lodewijk Prins, Teschner, Pfeiffer et Bogoljubov.
- En 1951-1952, Schmid est troisième au tournoi de Hastings (remporté par Svetozar Gligoric).
- En 1953, il est 2e-3e, derrière Esteban Canal, à Venise.
- En 1954, il remporta le tournoi de Zurich (deuxième tournoi Clare Benedict) devant Nievergelt et Max Euwe.
- En 1956, il gagne à Göteborg (8,5 / 9).
- En mai-juin 1957, il finit quatrième au tournoi zonal de Dublin, remporté par Luděk Pachman.
- En 1961, il est 4e-5e au tournoi d'échecs de Zurich.
- En 1963, il est 2e-3e au tournoi d'échecs de la Costa del Sol à Malaga-Torremolinos (victoire de Albéric O'Kelly).
- En 1964, il gagne à Wilderness (open d'Afrique du Sud) avec 11 points sur 11.
- En 1964, il finit deuxième à Mondorf-les-Bains.
- En 1968, il est 2e-3e avec Tigran Petrossian et derrière Paul Keres à Bamberg.
- En 1970, il remporte le tournoi de Mar del Plata.
- En 1971, il est 2e-4e à Adélaïde.
- En 1979, il est 3e-4e à Lugano.

### Olympiades d'échecs

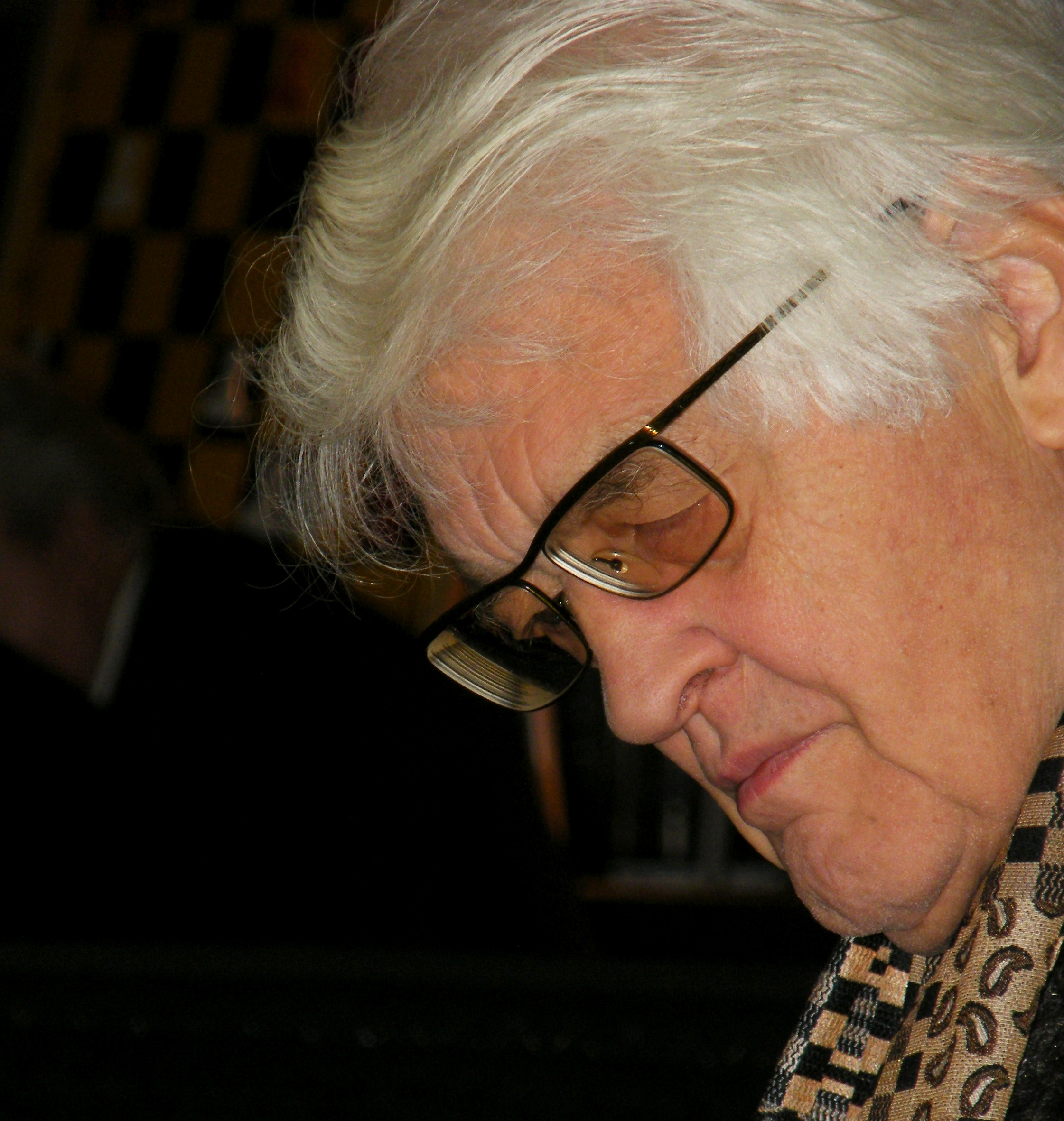
Lothar Schmid en 2008.

Lothar Schmid a joué pour l'Allemagne au cours de onze olympiades d'échecs.
Il a remporté six médailles, le record parmi les joueurs allemands aux olympiades : quatre médailles d'argent individuelles (en 1950, 1952, 1968, 1970) et deux médailles de bronze par équipe (en 1950, 1964).
- à Olympiade de Dubrovnik en 1950, au 2e échiquier : +7 −1 =4 ;
- à Olympiade d'Helsinki en 1952, au 2e échiquier : +7 −1 =4 ;
- à Olympiade d'Amsterdam en 1954, au 2e échiquier : +6 -4 =3  ;
- à Olympiade de Moscou en 1956, au 2e échiquier : +4 -2 =7 ;
- à Olympiade de Munich en 1958, au 3e échiquier : +6 -3 =4 ;
- à Olympiade de Leipzig en 1960, au 2e échiquier :  +7 -2 =5;
- à Olympiade de Varna en 1962, au 3e échiquier : +4 -2 =2 ;
- à Olympiade de Tel Aviv en 1964, au 3e échiquier : +7 -2 =5 ;
- à Olympiade de Lugano en 1968, au 2e échiquier : +6 -0 =6 ;
- à Olympiade de Siegen en 1970, au 2e échiquier : +7 -1 =4 ;
- à Olympiade de Nice en 1974, au 1er échiquier : +5 -3 =7.

### Autres compétitions par équipe
Schmid joue pour l'Allemagne au cours de douze Coupes Clare Benedict. Il remporte neuf fois l'or, une fois l'argent et deux fois le bronze entre 1957 et 1973.

### Échecs par correspondance
Il remporte également le premier championnat d'Allemagne par correspondance (1950-1952), le premier mémorial Eduard Dickhoff (1954-1956) et est 2e avec Lucius Endzelins, derrière Viatcheslav Ragozine au deuxième championnat du monde par correspondance (1956-1958).
Schmid se voit attribuer le titre de maître international en 1951 et ceux de grand maître international sur l'échiquier et par correspondance en 1959.

## Arbitre
Schmid est aussi arbitre international à partir de 1975. Il a notamment été l'arbitre du championnat du monde d'échecs 1972 entre Boris Spassky et Bobby Fischer et du championnat du monde d'échecs 1978 entre Anatoli Karpov et Viktor Kortchnoï, ainsi que du match revanche entre Fischer et Spassky en 1992.

## Parties remarquables
- Lothar Schmid - Walter Sahlmann, Essen 1948, 1-0
- Efim Bogoljubov - Lothar Schmid, Bad Pyrmont 1949, 0-1
- Lothar Schmid - Herman Steiner, 1-0
- Juan Carlos Gonzales Zamora - Lothar Schmid, Helsinki 1952, 0-1
- Lothar Schmid - Paul Keres, Tel Aviv 1964, 1-0
- Grantel Gibbs - Lothar Schmid, Lugano 1968, 0-1
- Lothar Schmid - Bent Larsen, San Juan 1969, 1-0
- Lothar Schmid - Anton Kinzel (AUT), Siegen 1970, 1-0